# Saskia Brekelmans
Saskia Brekelmans (Hoorn, 18 oktober 1994) is een Nederlands voetballer. Ze stond onder contract bij AZ, SC Telstar VVNH en PEC Zwolle

## Statistieken
| Seizoen                        | Club            | Land      | Competitie            | Wed. | Goals |
| ------------------------------ | --------------- | --------- | --------------------- | ---- | ----- |
| 2010/11                        | AZ              | Nederland | Eredivisie            | 1    | 0     |
| 2011/12                        | SC Telstar VVNH | Nederland | Eredivisie            | 13   | 0     |
| 2012/13                        | SC Telstar VVNH | Nederland | BeNe League Orange    | 0    | 0     |
| 2012/13                        | SC Telstar VVNH | Nederland | Women's BeNe League B | 1    | 0     |
| 2013/14                        | PEC Zwolle      | Nederland | Women's BeNe League   | 1    | 0     |
| 2014/heden                     | V.V. Blokkers   | Nederland | Tweedeklasse          | 26   | 0     |
| Totaal                         | Totaal          | Totaal    | Totaal                | 42   | 0     |
| Bijgewerkt tot 1 augustus 2014 |                 |           |                       |      |       |

## Erelijst
| Nationaal          |    |         |
| Winnaar KNVB beker | 1× | 2010/11 |